# Blake Shelton
Pour les articles homonymes, voir Shelton.
Blake Tollison Shelton (né le 18 juin 1976, à Ada, dans l'Oklahoma) est un chanteur américain de musique country. En 2001, il fait ses débuts dans la musique avec le single « Austin ». Le titre connait un grand succès et passe cinq semaines à la première place du classement Billboard Hot Country Songs. Son premier album sera certifié disque d'or et en seront extraits deux autres singles qui atteindront le top 20.

## Biographie
Blake Shelton est né à Ada, dans l'Oklahoma le 18 juin 1976. Son père Richard est vendeur de voitures d'occasion, et sa mère Dorothy, propriétaire d'un salon de beauté.
Il a commencé à chanter à l'âge de 12 ans et apprend à jouer de la guitare avec son oncle. À 15 ans, il avait écrit sa première chanson. À 16 ans, Shelton avait reçu un Denbo Diamond Award dans son état d'origine.
Le 13 novembre 1990, son frère aîné Richie, qui avait 24 ans à l'époque, meurt dans un accident de voiture.
À l'âge de 17 ans, peu de temps après la fin du lycée, Blake Shelton déménage à Nashville (Tennessee) pour entamer une carrière de chanteur. Il y obtient un emploi dans une entreprise d'édition musicale et en 1997, aidé par Bobby Braddock, il décroche un contrat de production avec Sony Music.
En 1998, il signe chez Giant Records et en 2001, il prévoit de sortir son premier single intitulée "I Wanna Talk About Me". Des membres de l'équipe de production décideront finalement de sortir une autre chanson pour lancer cet album et c'est ainsi qu'est choisi le titre "Austin". Peu de temps après la sortie de ce titre, le label est dissous et Shelton est transféré à Warner Bros Records, la maison mère. Ce changement ne perturbe pas le succès du premier single qui se classe près de cinq semaines au numéro un du classement Billboard Hot Country Singles & Tracks (maintenant Hot Country Songs). Son premier album homonyme sort le 31 juillet de la même année. Il sera certifié disque d'or par la RIAA. Son deuxième album The Dreamer, est sorti le 4 février 2003 sous Warner Bros Records. Le premier single de cet album, "The Baby", atteint lui aussi le numéro un des top country pendant trois semaines. Tout comme pour son premier album, The Dreamer sera certifié disque d'or.
Shelton sortira ensuite en 2004 l'album Shelton's Barn Blake & Grill duquel sera extrait le single "Some Beach" qui atteindra la première place et la tiendra pendant quatre semaines. En 2007, il sort son quatrième album "Pure BS". Contrairement à ses trois premiers albums, qui ont été entièrement produit par Bobby Braddock, celui-ci a été travaillé avec Braddock, Brent Rowan, et Paul Worley. En 2007, Shelton fit des apparitions dans des émissions de télévision : d'abord en tant que juge dans l'émission Nashville Star puis dans Clash of the Choirs.
"Pure BS" a été réédité en 2008 avec trois titres bonus, dont le single "Home", une reprise de Michael Bublé. Ce titre deviendra son quatrième hit en juillet de la même année. Il enchaîne avec le single "She Wouldn't Be Gone", premier extrait de son nouvel album Startin' Fires, qui devient aussi numéro 1 des ventes.
Shelton a été invité à rejoindre le Grand Ole Opry le 28 septembre 2010. Blake Shelton a été récompensé du prix du chanteur de l'année lors du 44e Congrès annuel des Academy of Country Music Awards, qui a eu lieu le 10 novembre 2010.
Blake Shelton a épousé la chanteuse country Miranda Lambert le 14 mai 2011 au Texas dont il divorce. Depuis 2015, il est en couple avec Gwen Stefani.
Blake est depuis 2011 juré dans l'émission The Voice américaine. Il est le coach ayant connu le plus de succès alors que 7 de ses artistes ont été déclarés gagnants de la saison. 
Il remporte le 1er novembre 2012 au CMA Awards le prix de l'entertainer de l'année.
Le 3 juillet 2021, Blake épouse Gwen Stefani.

## Discographie

### Albums studio
| Titre                        | Détails                                                                                              | Meilleures positions | Meilleures positions | Certifications |
| Titre                        | Détails                                                                                              | US Country           | US                   | Certifications |
| ---------------------------- | --- | -------------------- | -------------------- | -------------- |
| Blake Shelton                | - Date de sortie : 31 juillet 2001 - Label: Giant Nashville - Formats: CD, cassette                  | 3                    | 45                   | - US: Or       |
| The Dreamer                  | - Date de sortie : 31 janvier 2003 - Label: Warner Bros. Nashville - Formats: CD, téléchargement     | 2                    | 8                    | - US: Or       |
| Blake Shelton's Barn & Grill | - Date de sortie : 26 octobre 2004 - Label: Warner Bros. Nashville - Formats: CD, téléchargement     | 3                    | 20                   | - US: Or       |
| Pure BS                      | - Date de sortie : 1er mai 2007 - Label: Warner Bros. Nashville - Formats: CD, téléchargement        | 2                    | 8                    | - US: Or       |
| Startin' Fires               | - Date de sortie : 18 novembre 2008 - Label: Warner Bros. Nashville - Formats: CD, téléchargement    | 7                    | 34                   |                |
| Red River Blue               | - Date de sortie : 12 juillet 2011 - Label: Warner Bros. Nashville - Formats: CD, téléchargement     |                      |                      |                |
| Based on a True Story        | - Date de sortie : 26 mars 2013 - Label: Warner Bros. Nashville - Formats: CD, téléchargement        |                      |                      |                |
| Bringing Back the Sunshine   | - Date de sortie : 30 septembre 2014 - Label : Warner Bros. Nashville - Formats : CD, téléchargement |                      |                      |                |
| If I'm Honest                | - Date de sortie : 20 mai 2016 - Label: Warner Bros. Nashville - Formats: CD, téléchargement         |                      |                      |                |
| texoma shore                 | date de sortie : 3 novembre 2017 . label : Warner bros. Nashville . formats CD téléchargement . mp3  |                      |                      |                |
| body language                | . date de sortie : 21 mai 2021 .label : Warner bros. nashville . format : CD . téléchargement . mp3  |                      |                      |                |
|                              | |                      |                      |                |

### Extended plays
| Titre                              | Détails                                                                                         | Meilleures positions | Meilleures positions |
| Titre                              | Détails                                                                                         | US Country           | US                   |
| ---------------------------------- | ----------------------------------------------------------------------------------------------- | -------------------- | -------------------- |
| Blake Shelton: Collector's Edition | - Date de sortie: 26 février 2008 - Label: Warner Bros. Nashville - Formats: CD, téléchargement | 27                   | 157                  |
| Hillbilly Bone                     | - Date de sortie : 2 mars 2010 - Label: Reprise Nashville - Formats: CD, téléchargement         | 2                    | 3                    |
| All About Tonight                  | - Date de sortie : 10 août 2010 - Label: Reprise Nashville - Formats: CD, téléchargement        | 1                    | 6                    |

### Compilations
| Blake Shelton - The Essentials                                                 | - Date de sortie : 22 décembre 2009 - Label: Warner Bros./iTunes - Formats: CD, téléchargement | —  | —  |
| Loaded: The Best of Blake Shelton                                              | - Date de sortie : 9 novembre 2010 - Label: Reprise Nashville - Formats: CD, téléchargement    | 10 | 24 |
| "—" signifie que le titre ne s'est pas classé ou n'est pas sorti dans ce pays. |                                                                                                |    |    |

### Singles
| Année                                                                          | Titre                                | Meilleures positions | Meilleures positions | Meilleures positions | Certifications | Album                        |
| Année                                                                          | Titre                                | US Country           | US                   | CAN                  | Certifications | Album                        |
| ------------------------------------------------------------------------------ | ------------------------------------ | -------------------- | -------------------- | -------------------- | -------------- | ---------------------------- |
| 2001                                                                           | "Austin"                             | 1                    | 18                   | —                    |                | Blake Shelton                |
| 2001                                                                           | "All Over Me"                        | 18                   | 110                  | —                    |                | Blake Shelton                |
| 2002                                                                           | "Ol' Red"                            | 14                   | 101                  | —                    |                | Blake Shelton                |
| 2002                                                                           | "The Baby"                           | 1                    | 28                   | —                    |                | The Dreamer                  |
| 2003                                                                           | "Heavy Liftin'"                      | 32                   | —                    | —                    |                | The Dreamer                  |
| 2003                                                                           | "Playboys of the Southwestern World" | 24                   | —                    | —                    |                | The Dreamer                  |
| 2004                                                                           | "When Somebody Knows You That Well"  | 37                   | —                    | —                    |                | Blake Shelton's Barn & Grill |
| 2004                                                                           | "Some Beach"                         | 1                    | 28                   | —                    | - US: Or       | Blake Shelton's Barn & Grill |
| 2005                                                                           | "Goodbye Time"                       | 10                   | 73                   | —                    |                | Blake Shelton's Barn & Grill |
| 2005                                                                           | "Nobody but Me"                      | 4                    | 60                   | —                    |                | Blake Shelton's Barn & Grill |
| 2006                                                                           | "Don't Make Me"                      | 12                   | 79                   | —                    |                | Pure BS                      |
| 2007                                                                           | "The More I Drink"                   | 19                   | 102                  | —                    |                | Pure BS                      |
| 2008                                                                           | "Home"                               | 1                    | 41                   | —                    |                | Pure BS                      |
| 2008                                                                           | "She Wouldn't Be Gone"               | 1                    | 43                   | 70                   | - US: Or       | Startin' Fires               |
| 2009                                                                           | "I'll Just Hold On"                  | 8                    | 76                   | —                    |                | Startin' Fires               |
| 2009                                                                           | "Hillbilly Bone" (avec Trace Adkins) | 1                    | 40                   | 84                   | - US: Or       | Hillbilly Bone               |
| 2010                                                                           | "All About Tonight"                  | 1                    | 37                   | 63                   |                | All About Tonight            |
| 2010                                                                           | "Who Are You When I'm Not Looking"   | 1                    | 46                   | 72                   |                | All About Tonight            |
| "—" signifie que le titre ne s'est pas classé ou n'est pas sorti dans ce pays. |                                      |                      |                      |                      |                |                              |

## Récompenses et nominations
| Année | Association               | Catégorie                                                                                                | Résultat |
| ----- | ------------------------- | --- | -------- |
| 2001  | Academy of Country Music  | Meilleure révélation masculine                                                                           | Nommé    |
| 2002  | Academy of Country Music  | Meilleure révélation masculine                                                                           | Nommé    |
| 2003  | Academy of Country Music  | Événement musical de l'année - "The Truth About Men" (avec Tracy Byrd, Andy Griggs et Montgomery Gentry) | Nommé    |
| 2003  | Country Music Association | Horizon Award                                                                                            | Nommé    |
| 2003  | Country Music Association | Événement musical de l'année - "The Truth About Men" (avec Tracy Byrd, Andy Griggs et Montgomery Gentry) | Nommé    |
| 2010  | Academy of Country Music  | Événement musical de l'année - "Hillbilly Bone" (avec Trace Adkins)                                      | Gagné    |
| 2010  | CMT Music Awards          | Clip vidéo collaboratif de l'année - "Hillbilly Bone" (avec Trace Adkins)                                | Gagné    |
| 2010  | Country Music Association | Meilleur chanteur de l'année                                                                             | Gagné    |
| 2010  | Country Music Association | Événement musical de l'année - "Hillbilly Bone" (avec Trace Adkins)                                      | Gagné    |

## Filmographie
- 2005 : Le miracle du cœur (The Christmas Blessing) : lui-même
- 2008 : Hitman: David Foster & Friends : lui-même
- 2014 : Glen Campbell: I'll Be Me (en) : lui-même
- 2015 : The Ridiculous 6 : Wyatt Earp
- 2015 : Pitch Perfect 2 : Un Juge de The Voice
- 2016 : Angry Birds, le film : Earl
- 2019 : UglyDolls : Ox